# Brás Abrantes
Braz Benjamin da Silva Abrantes (Silvânia, 3 de fevereiro de 1841 — Goiás Velho, 27 de maio de 1923) foi um militar, professor e político brasileiro. Sobrinho do exímio orador sacro e cavaleiro da ordem de Cristo, padre Antonio Luiz Braz Prego, que foi vigário da freguesia de Santa Cruz de Goiás.

## Biografia
Fez curso superior na Escola Militar em 1872. Foi professor e militar. Florianista, participou do movimento de dezembro de 1891. Como tenente-coronel fez parte da Junta Governativa de Goiás de 19 de fevereiro de 1892 a 17 de julho de 1892. Afastou-se do grupo oligárquico dos Bulhões em 1899. Ficou ao lado do senador Glicério, na cisão do Partido Republicano Federalista (PRF). Quando capitão, foi professor-interino da cadeira de aritmética e geografia no seminário de Santa Cruz.
Foi oficial do exército, reformando-se como general-de-divisão, com graduação de marechal em 5 de setembro de 1906. Participou da Guerra do Paraguai. Foi um dos fundadores do Clube Militar. Foi condecorado com as medalhas de mérito militar nas campanhas do Paraguai, Argentina e Uruguai.
Foi interventor de Goiás por ordem de Floriano Peixoto de 1891 a 1892 e vice-presidente de 1917 a 1921. Foi senador pelo estado de Goiás de 29 de maio de 1906 a 31 de janeiro de 1915. No Senado Federal do Brasil foi membro da Comissão de Obras Públicas e Empresas Privilegiadas e de Agricultura, da Comissão de Comércio e Indústria e Artes. O ex interventor Pedro Ludovico Teixeira devotava-lhe terna afeição. Bem no princípio das "Memórias", auto-biografia de Ludovico, 1973, editada pela Livraria Editora Cultura Goiana, de Goiânia, consta o seguinte: "impõe-se-me prestar homenagem na primeira página a três pessoas: minha mãe, Josefina Ludovico de Almeida, ao meu protetor Marechal Braz Abrantes e à minha esposa, Gercina Borges Teixeira, que me ajudaram a enfrentar as dificuldades da vida".